# Caudiès-de-Conflent
Caudiès-de-Conflent en idioma francés y oficialmente, Caudiers de Conflent en catalán (antiguamente Calders o Cauders), es una localidad  y comuna francesa, situada en el departamento de Pirineos Orientales en la región de Occitania y comarca histórica del Conflent.
A sus habitantes se les conoce por el gentilicio de cauderencs en francés y cauderenc, cauderenca en catalán.

## Geografía

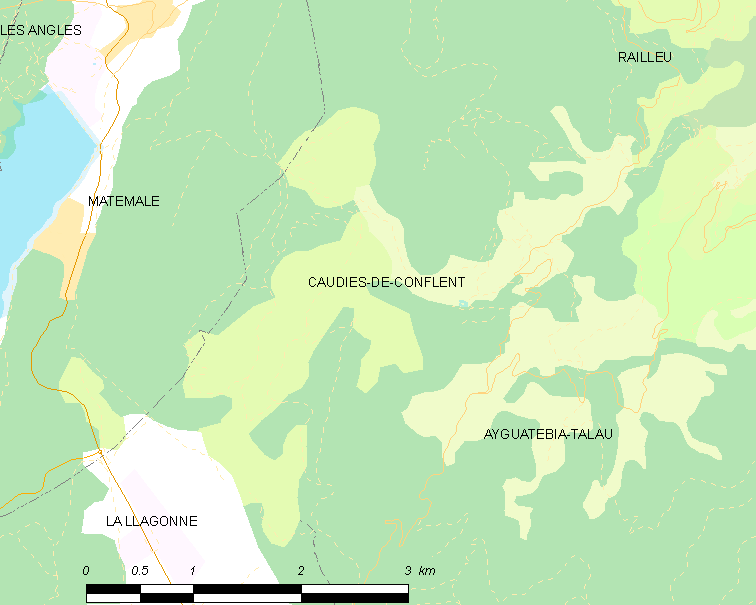
Situación de Caudiès-de-Conflent

## Demografía
| 2 | 5 | 6 | 2 | 2 | 6 |
| Para los censos de 1962 a 1999 la población legal corresponde a la población sin duplicidades (Fuente: INSEE [Consultar]) |   |   |   |   |   |